# مايك هاوبميجر
مايك هاوبميجر هو لاعب كرة قدم هولندي يلعب كحارس مرمى مع نادي بي إي سي زوول في الدوري الهولندي.